# دهه ۱۹۵۰ (میلادی)

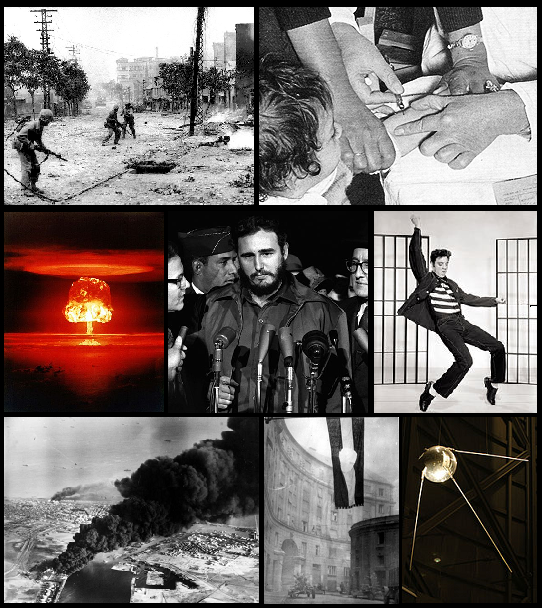

دههٔ ۱۹۵۰ میلادی بر اساس تقویم گریگوری، به دوره‌ای گفته می‌شود که از ابتدای ۱۹۵۰ (میلادی) آغاز شد و در انتهای ۱۹۵۹ (میلادی) به پایان رسید.
‎

## نگارخانه

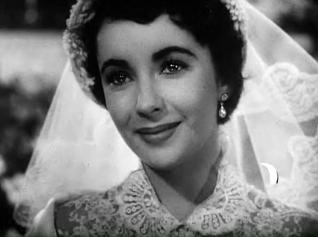
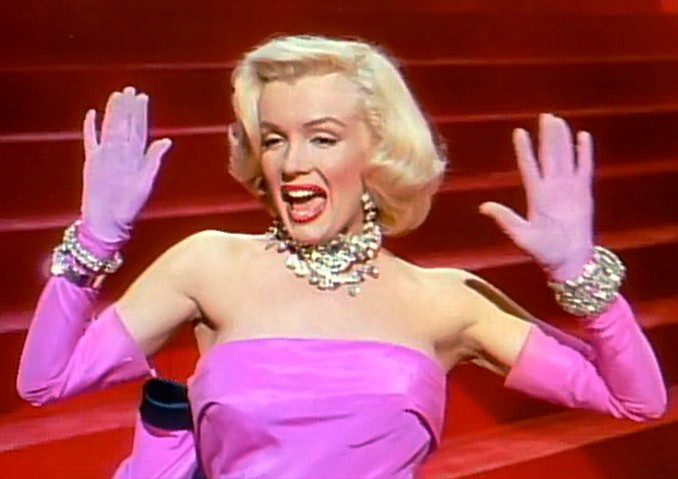
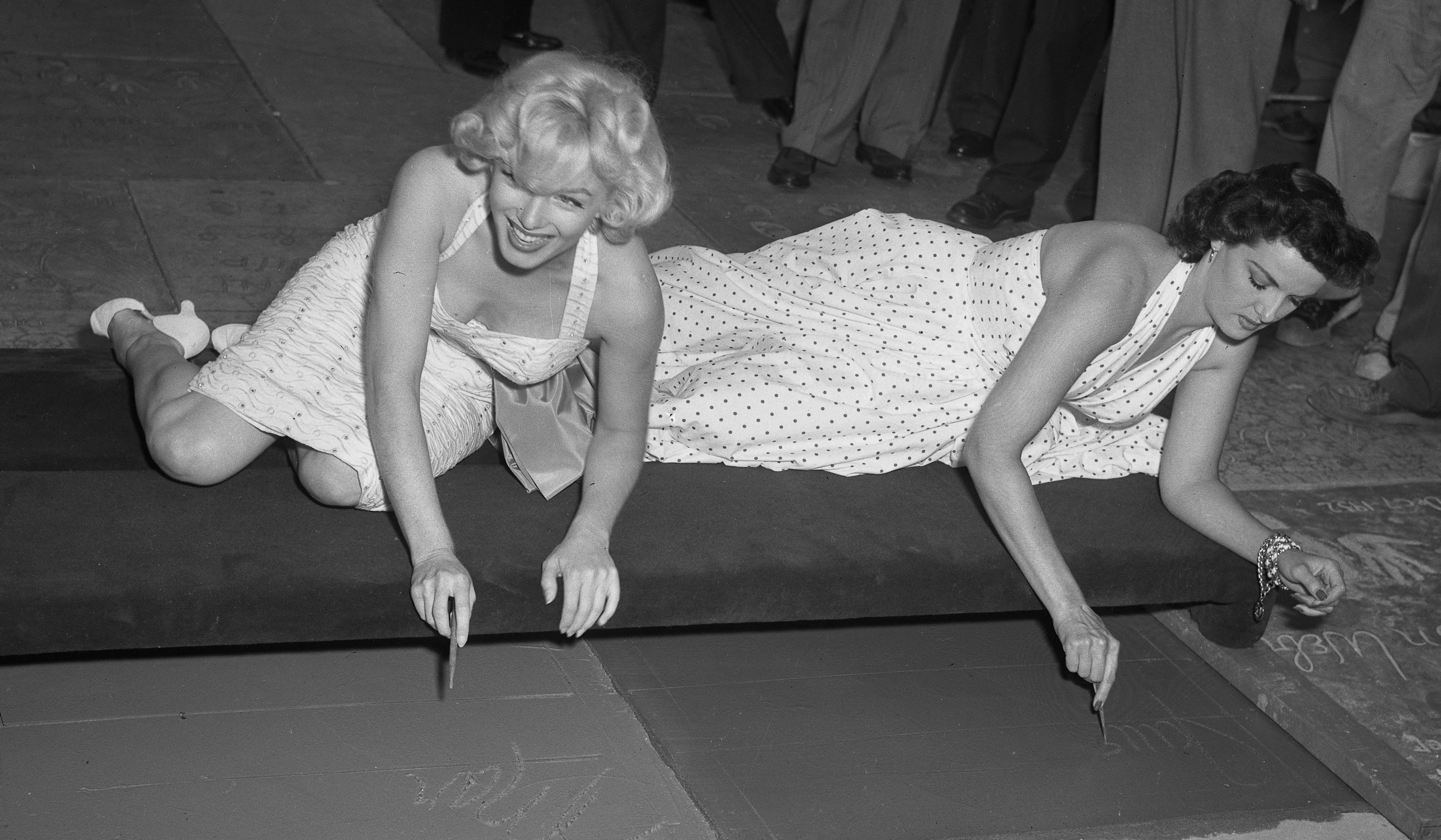
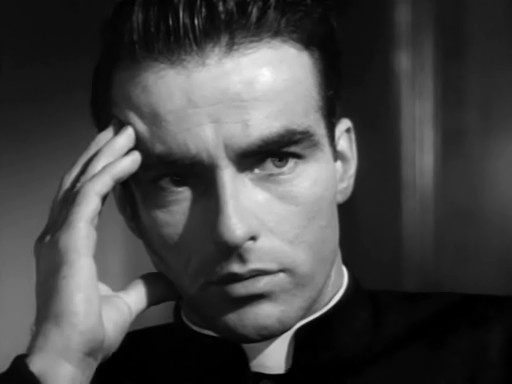
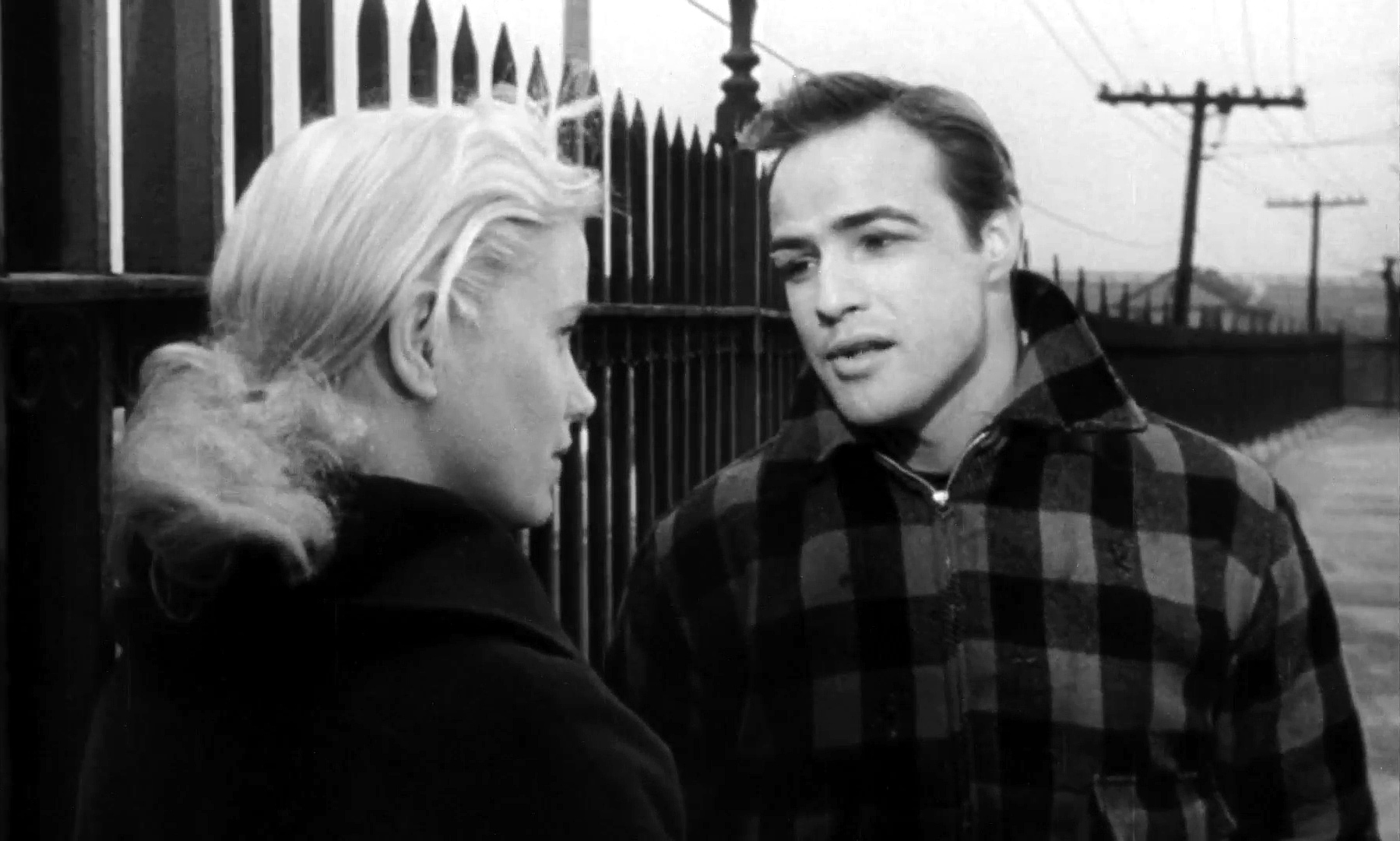
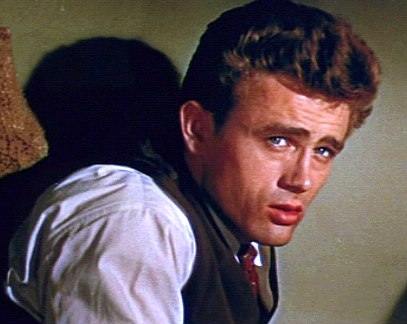